# Karakorum (Band)
Karakorum war eine bayrische Krautrockband aus Mühldorf am Inn.

## Geschichte
Axel Hackner, Jonas Kollenda und Max Schörghuber lernten sich in der Grundschule kennen und spielten gemeinsam mit Bastian Schuhbeck in der Band Foreign Faces. Nachdem Axel Hackner mit Bernhard Huber einer sieben-monatige Asienreise unternommen hatte, entschied man sich 2014 für einen musikalischen Neuanfang. Foreign Faces wurde aufgelöst und Karakorum gegründet.
Im Mai 2016 veröffentlichte die Band ihre erste selbstbetitelte, live eingespielte Demo-CD, die unter anderem den dreiteiligen, 42-minütigen Longtrack Beteigeuze enthält, der im September 2017 überarbeitet und mit erweitertem Arrangement auf Digipack-CD und LP als eigenständiges Debütalbum über Tonzonen Records erneut herausgebracht wurde.
Im Jahr 2020 gab die Band ihre Auflösung bekannt, die Musiker wollten sich verstärkt anderen Projekten widmen. Ein weiteres, sich bereits in Planung befindendes Album wurde nicht verwirklicht.

## Stil
Die Musiker orientierten sich am Sound der 1970er-Jahre, so nannte das Quintett unter anderem Birth Control, King Crimson, Yes, Frank Zappa, Gentle Giant und Led Zeppelin als ihre größten Einflüsse.
Besondere Merkmale ihrer Musik waren häufige und plötzliche Takt- und Tempi-Wechsel und ungerade Taktarten, Harmoniegesänge, Variation und Imitation wiederkehrender musikalischer Themen und die Abwechslung zwischen Unisono-Melodien oder -Riffs, virtuosen Soli, Improvisation und chaotisch anmutenden Avantgardepassagen.
Kennzeichnend waren zudem die reiche Verwendung an Percussions- und Effektinstrumenten (unter anderem Lotusflöte, Cowbells, Shaker, Handzimbeln und eine von Hand betriebene Sirene), die von allen Musikern bedient wurden, sowie verschiedene Keyboardsounds (Hammond-Orgel, Cembalo, E-Piano, Synthesizer). Neben englischen Textstellen benutzten die Musiker vereinzelt auch eine unverständliche Phantasiesprache; allgemein war ihre Musik aber eher instrumental geprägt.

## Rezeption
Christoph Höhl schrieb im SLAM alternative music magazine über Beteigeuze:

„[Karakorum] liefern [...] ein imposantes Album voller Richtungswechsel ab und pendeln sich irgendwo zwischen Gänsehautmelodie im Gesang und rhythmischer Variation zwischen Rock und Jazz ein, wobei sie immer darauf achten, ihre manchmal auch obskuren Eskapaden auf ein Maß zu beschränken, sodass im Jazz ungeübte Hörer nicht überfordert werden.“

Gunnar Claußen vergab 8 von 15 Punkten:

„Karakorums Stärken liegen im spielerischen Können und dem geschmackvoll abgerundeten Retrosound. Die Songs können allerdings noch eine gute Portion Zusammenhalt vertragen, insbesondere was die Motivation, Einbettung und Ausgestaltung von Instrumentalpassagen angeht.“

Das eclipsed Rock Magazin vergab für Beteigeuze 7 von 10 Sternen, betreutesproggen.de 12 von 15 Punkten.

## Diskografie
- 2016: Karakorum (Demo)
- 2017: Beteigeuze (Album, Tonzonen Records)
- 2019: Fables and Fairytales (Album, Tonzonen Records)

## Belege
1. 1 2  Axel Hackner, Karakorum, zum Burg Herzberg und der neuen Platte. In: Betreutes Proggen. 13. Juli 2017 (betreutesproggen.de [abgerufen am 2. Januar 2018]).
2. 1 2 3  Karakorum (Demo). In: Bandcamp. Abgerufen am 2. Januar 2018.
3. ↑  Beteigeuze. In: Bandcamp. Abgerufen am 2. Januar 2018.
4. ↑  Max Schörghuber, Karakorum, zum Ende der Band. In: Betreutes Proggen. 5. Juli 2020, abgerufen am 25. August 2020 (deutsch).
5. ↑  Karakorum. In: Tonzonen Records. Archiviert vom Original (nicht mehr online verfügbar) am 4. Januar 2018; abgerufen am 4. Januar 2018.  Info: Der Archivlink wurde automatisch eingesetzt und noch nicht geprüft. Bitte prüfe Original- und Archivlink gemäß Anleitung und entferne dann diesen Hinweis.
6. ↑  Info Karakorum. In: Facebook. Abgerufen am 4. Januar 2018.
7. ↑  Review SLAM. In: Facebook. Abgerufen am 4. Januar 2018.
8. ↑  Review Karakorum. In: Babyblaue Seiten. Abgerufen am 4. Januar 2018.
9. ↑  Review eclipse. In: Facebook. Abgerufen am 4. Januar 2018.
10. ↑  Karakorum – Beteigeuze. In: Betreutes Proggen. 22. September 2017 (betreutesproggen.de [abgerufen am 4. Januar 2018]).